# Bobrůvka (okres Žďár nad Sázavou)
Bobrůvka (německy Bobruwka) je obec v okrese Žďár nad Sázavou v Kraji Vysočina. Žije zde 250 obyvatel.

## Název
Název se vyvíjel od varianty Cappilbobrowe (1262), Bobrobka a Kapilbobr (1393), Bobrowka a Kapilwobra (1393), z Bobruowky (1434), Bobruovku Malú (1444), Bobruowka (1483), Bobruwka (1674, 1718, 1751, 1846) až k podobám Bobruwka a Bobrůvka v roce 1872. Místní jméno je zdrobnělinou návzu Bobrová a může znamenat buď ves lidí Bobrových či místo u řeky, kde žili bobři. Tvar Kapilbobre byla polatinštělá podoba české předlohy.

## Historie
První písemná zmínka o vesnici pochází z roku 1262. Václav z Bobrůvky se připomíná v roce 1390. Pečeť, na které je sedící bobr ve stříbrném štítě, získala obec roku 1667. V roce 1850 byl zvolen první starosta. Od roku 1980 do roku 1990 byla součástí obce Bobrová. Z druhé poloviny 12. století pochází kostel svatého Bartoloměje s hranolovou věží se štěrbinovými okny v patře s dřevěnou zvonicí. Hlavní oltář pochází ze 17. století.

## Obyvatelstvo
| Rok            | 1869 | 1880 | 1890 | 1900 | 1910 | 1921 | 1930 | 1950 | 1961 | 1970 | 1980 | 1991 | 2001 | 2011 | 2021 |
| -------------- | ---- | ---- | ---- | ---- | ---- | ---- | ---- | ---- | ---- | ---- | ---- | ---- | ---- | ---- | ---- |
| Počet obyvatel | 412  | 455  | 408  | 394  | 368  | 347  | 340  | 304  | 328  | 319  | 282  | 253  | 245  | 240  | 238  |
| Počet domů     | 66   | 67   | 68   | 62   | 63   | 63   | 76   | 87   | 82   | 81   | 81   | 80   | 98   | 105  | 107  |

## Obecní správa

### Obecní symboly
Znak a vlajka byly obci uděleny rozhodnutím předsedy Poslanecké sněmovny Parlamentu České republiky dne 19. května 1998. Ve stříbrném štítě se zeleným lemem posázeným zlatými liliemi se nachází černý sedící bobr. Vlajku tvoří bílý list s černým svislým pruhem širokým jednu třetinu šířky listu, jehož osa je v jedné třetině délky listu od žerďového okraje. Bílé žerďové a vlající pole zasahující do černého pruhu dvěma rovnoramennými pravoúhlými trojúhelníky se společným vrcholem ve středu černého pruhu. Poměr šířky k délce listu je 2:3.

## Pamětihodnosti
- Kostel svatého Bartoloměje
- Boží muka za vesnicí u silnice

## Galerie

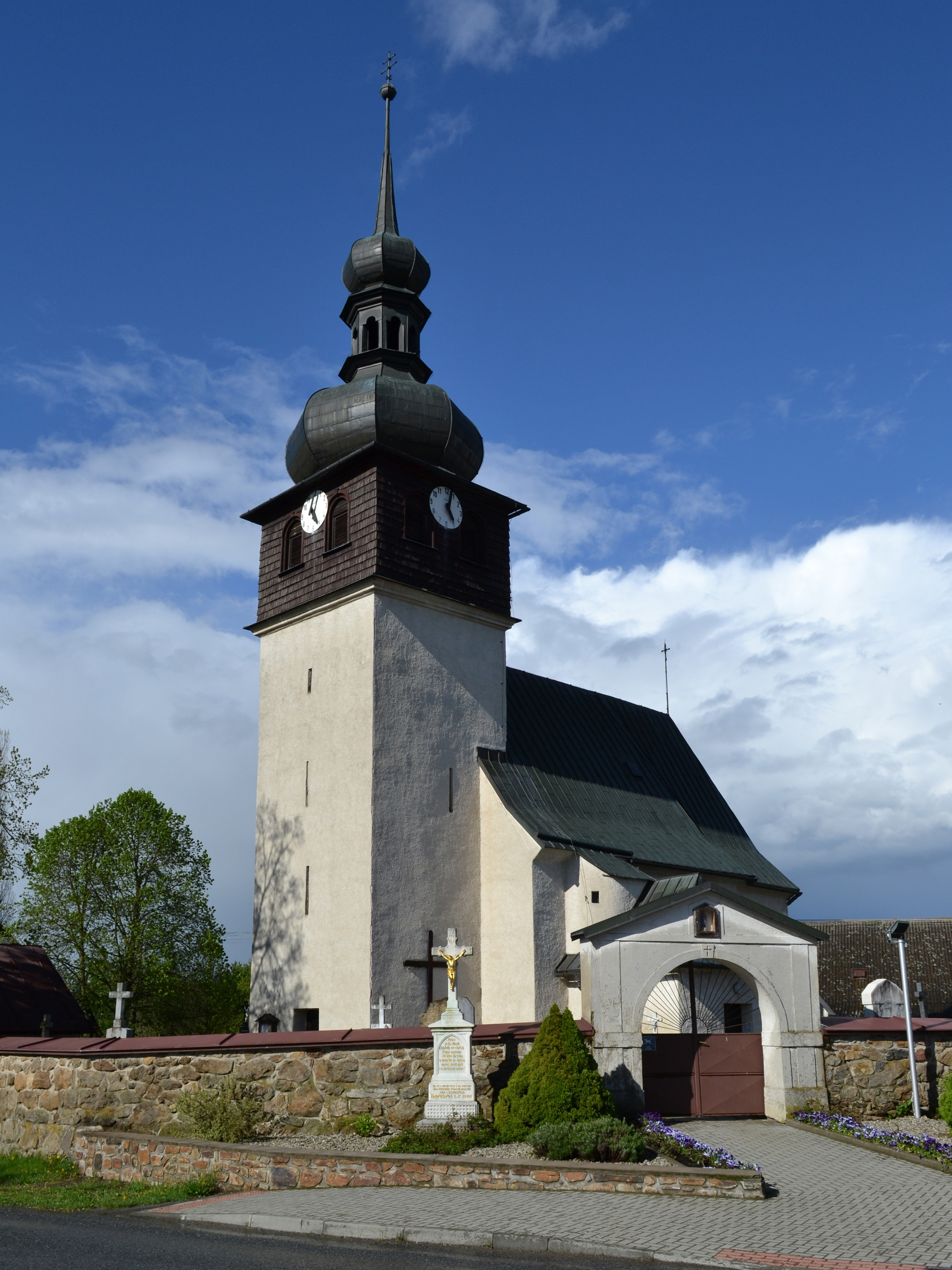
Kostel svatého Bartoloměje
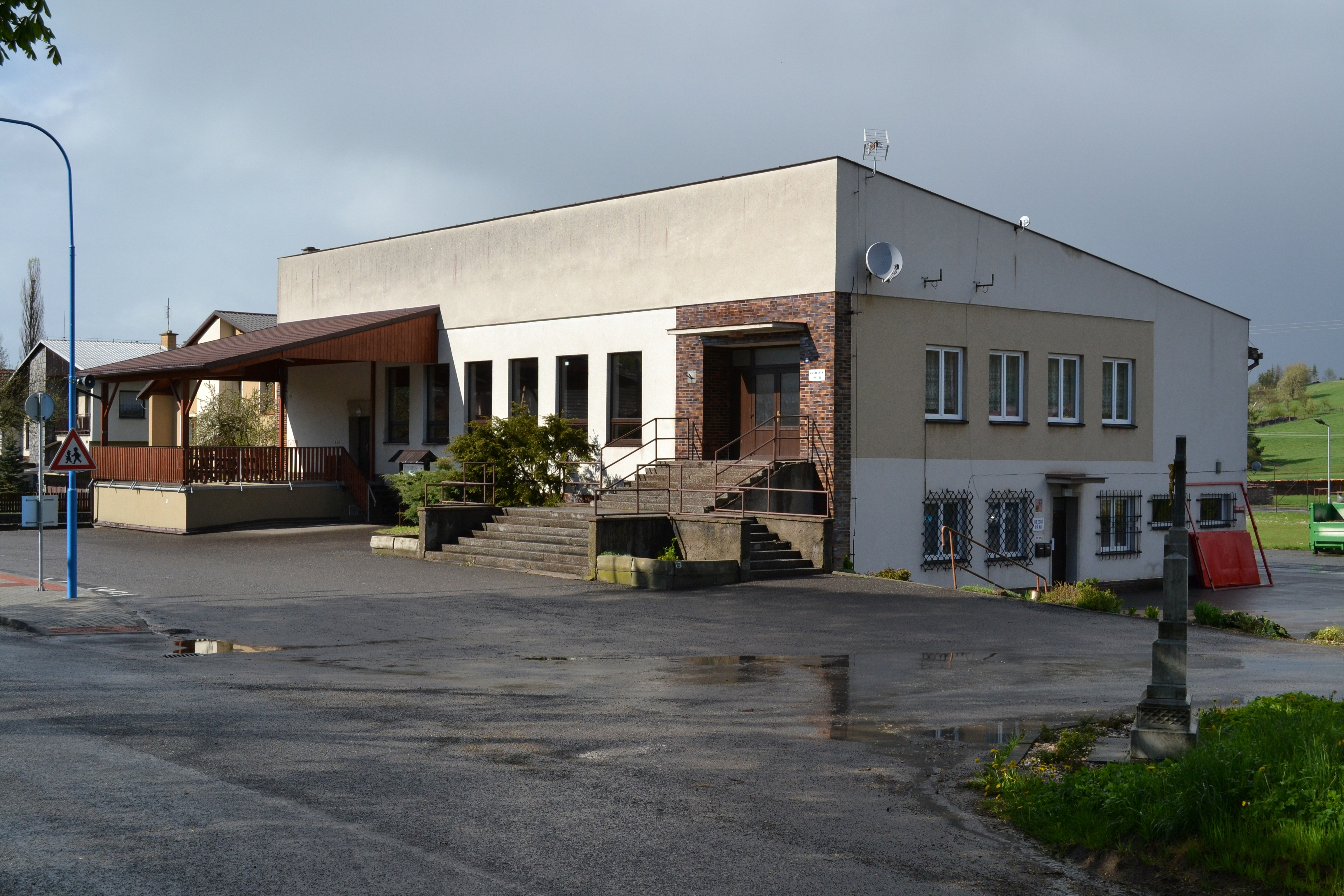
Obecní úřad a knihovna
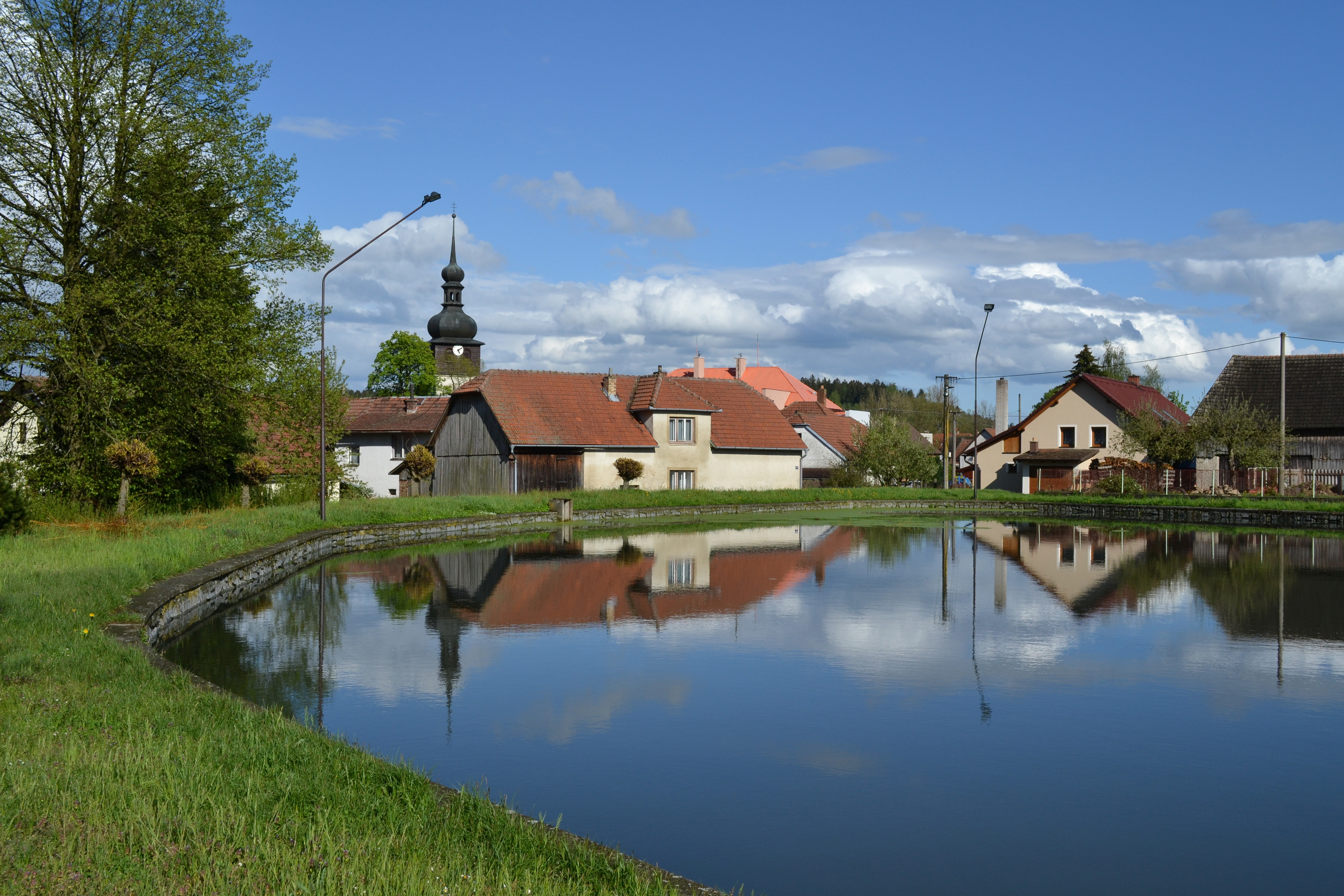
Rybník v centru
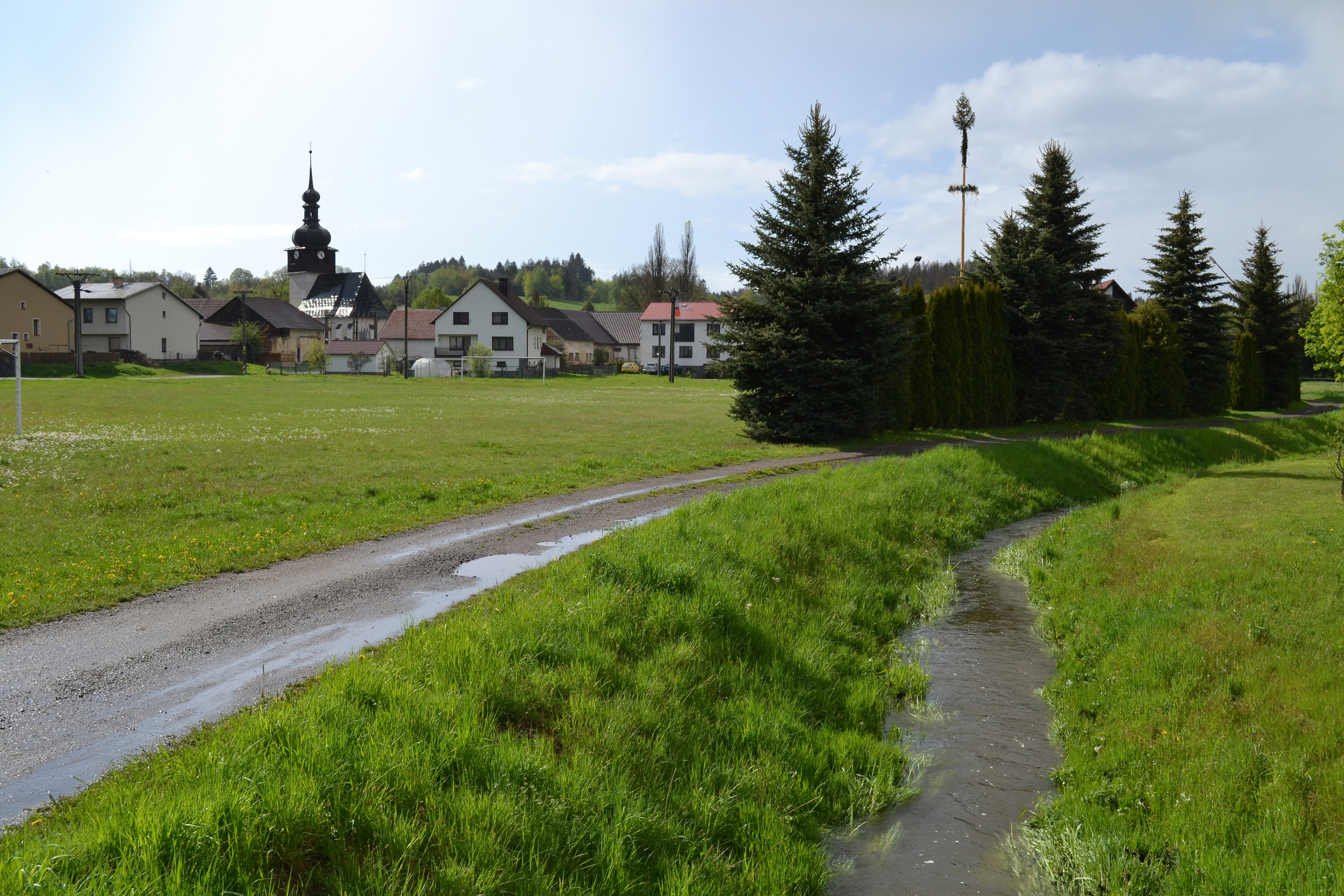
Hřiště a Luční potok
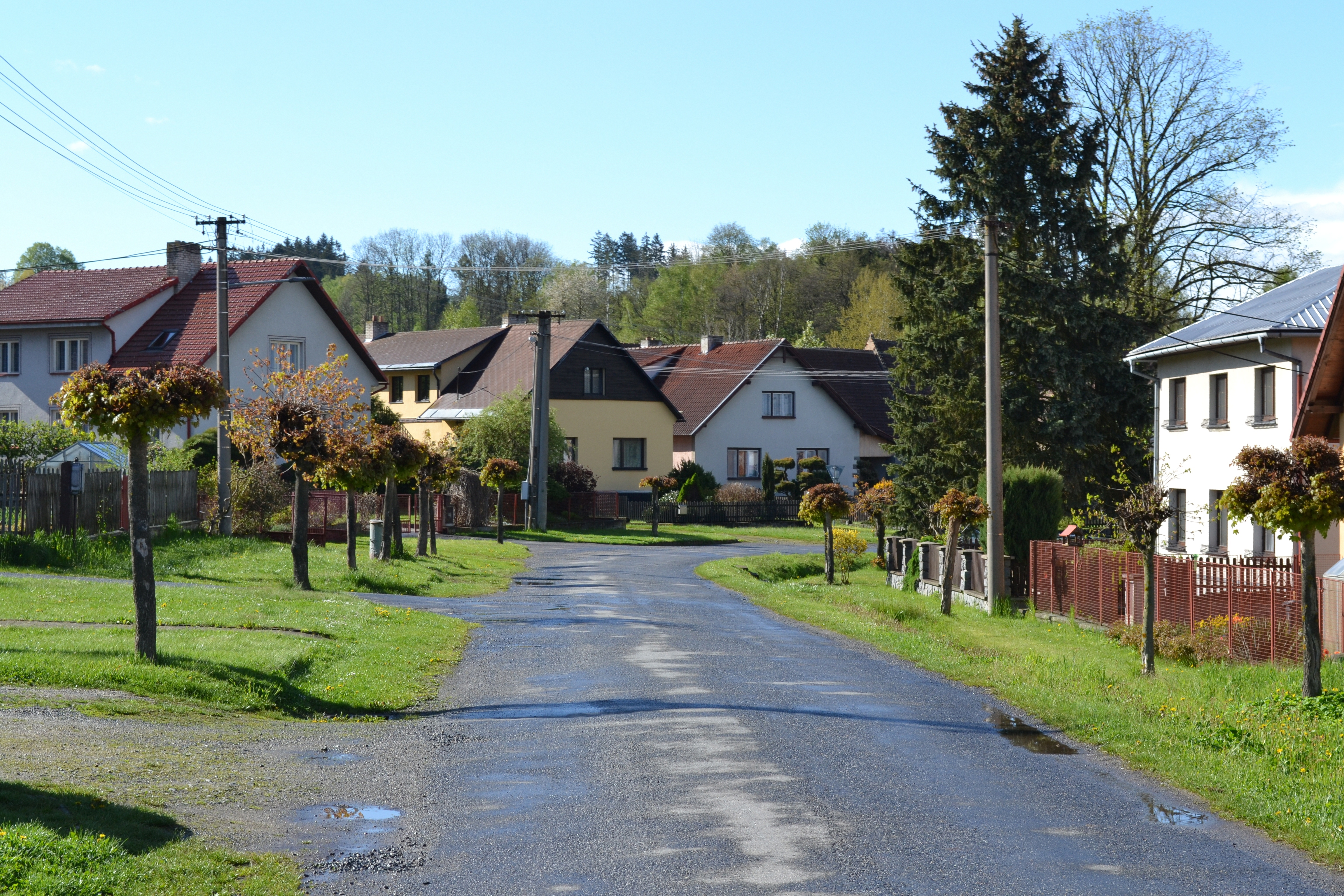
Západní část
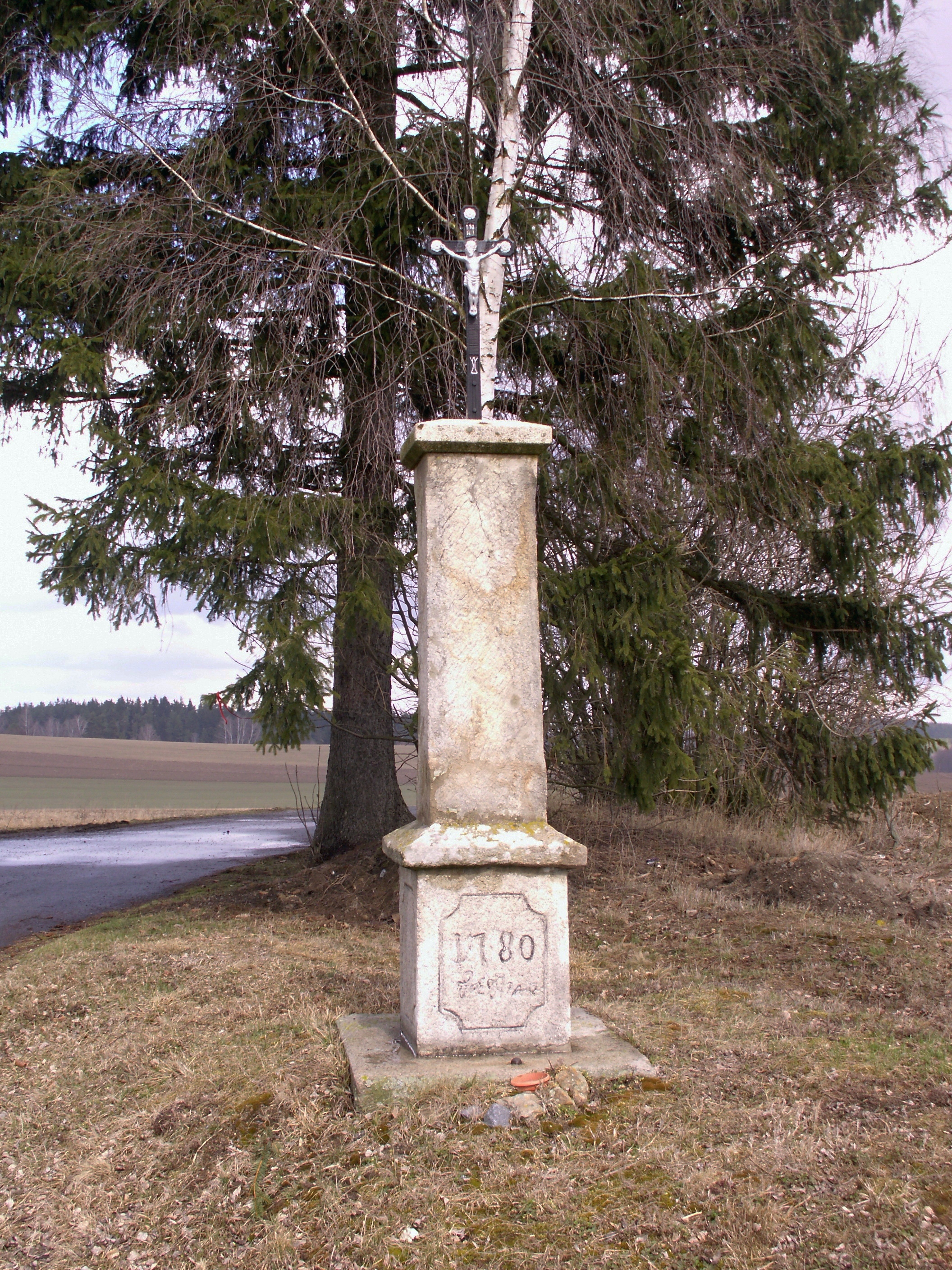
Boží muka z roku 1780
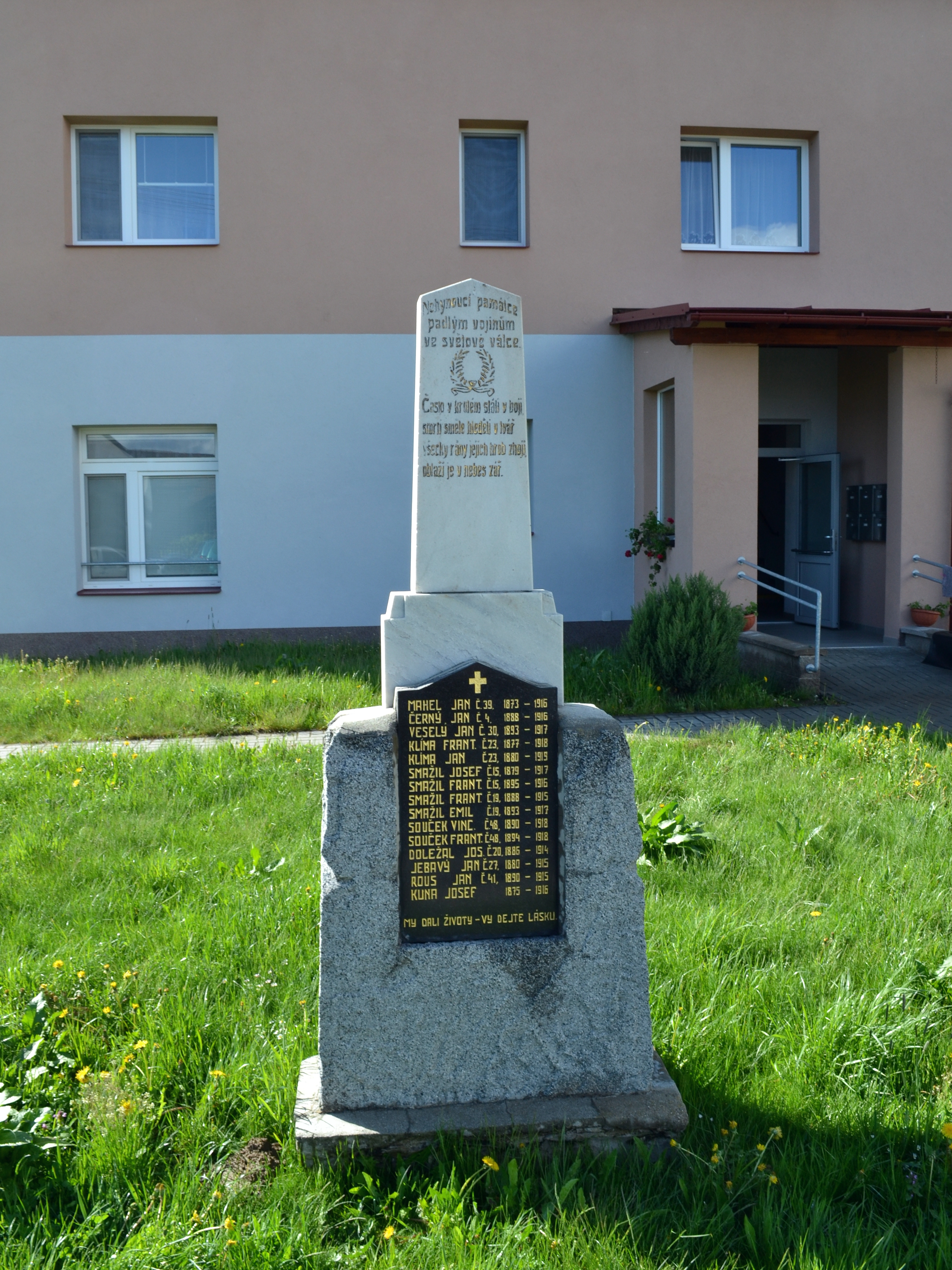
Pomník padlým
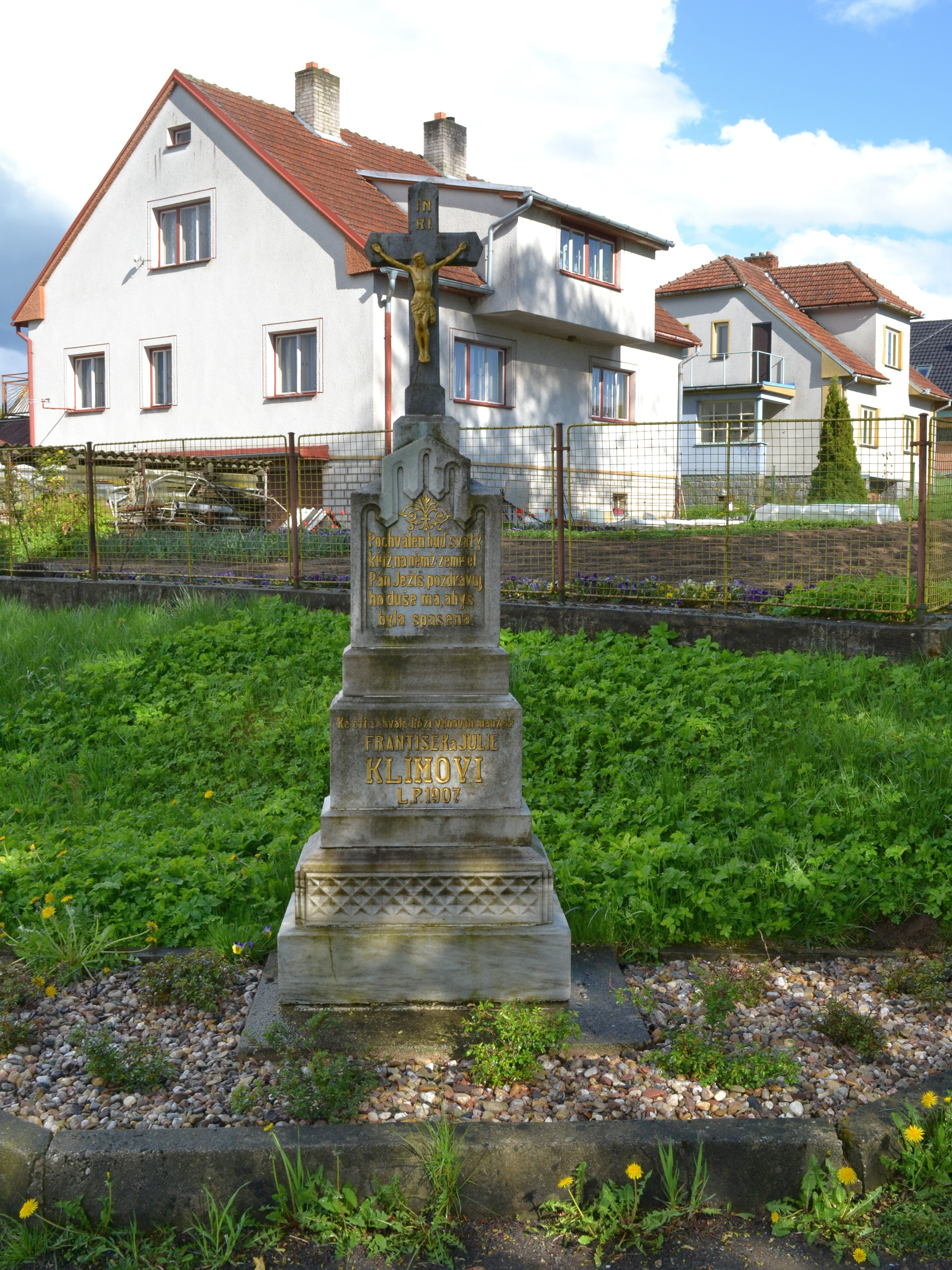
Kříž Klímových